# Serguei Merkúrov
Serguei Merkúrov (armeni: Մերկուրով Սերգեյ Դմիտրիի)  (Gyumri, 26 d'octubre de 1881 (Julià) - Moscou, 8 de juny de 1952), rus: Серге́й Дми́триевич Мерку́ров, Serguei Dmítrievitx Merkúrov, fou un escultor monumentalista de la Unió Soviètica, d'ascendència grega d'Armènia. Artista del Poble de l'URSS (1943), membre de l'Acadèmia de les Arts de l'URSS (1947) i director del Museu de Belles Arts Puixkin de 1944 a 1949. Merkúrov va ser considerat el més gran mestre soviètic de les màscares post-mortem.
Merkúrov va ser un destacat representant d'un estil modern acadèmic, també utilitza Merkúrov inspiració temàtica en l'àmbit del pensament (Monument de Dostoievski, 1911-1913; la figura-retrat del Pensament, 1918). Va ser autor dels tres més grans monuments a Joseph Stalin a la USSR.
Va ser membre de la maçònica "Germandat Unitària de Treballadors", l'Associació de Pintors de Rússia i del Partit Comunista de la Unió Soviètica. Va ser condecorat amb l'Orde de Lenin, i va rebre el Premi Stalin el 1941 i 1951.

## Biografia
Serguei Merkúrov va néixer a Alexandrapol (l'actual Gyumri, Armènia) en una família d'empresaris. Era cosí de Georges Gurdjieff, un místic i professor espiritual armenio-grec.
Va estudiar a l'Institut de tecnologia de Tiflis i als anys 1901-1902 va estudiar a l'Institut Politècnic de Kiev. Va abandonar l'institut després d'un escàndol polític.
Es va traslladar a Suïssa. Allà va estudiar filosofia a la Universitat de Zúric. També va ser deixeble de l'escultor suís Adolf Mayer.
Als anys 1902-1905 va estudiar a l'Acadèmia d'Art de Múnic, i seguint els consells del seu mestre Wilghelm von Ruman, es va traslladar a París des de la tardor de 1905 fins a 1907. Allí va entrar treballar en el taller d'Auguste Rodin. La influència de Rodin al costat de la de Constantin Meunier es deixa veure en tota la seva obra.
Merkúrov s'havia reunit amb Vladimir Lenin, quan el líder revolucionari estava vivint a l'estranger, i va escoltar els seus discursos. Entre moltes d'altres, l'estàtua de Lenin que es trobava a la Plaça Lenin de Erevan durant l'època soviètica, va ser també obra de Merkúrov.
Guanyador del Premi Stalin (1941, 1951).

### A Rússia
Merkúrov va tornar a l'imperi rus en 1907, quan va ser cridat per les autoritats de l'Església Apostòlica Armènia per executar una màscara mortuòria del catolicós Mkrtich Khrimian. Va ser el seu primer treball d'aquest tipus.
Posteriorment va viure a Tiflis i Ialta. A la tardor de 1910 es va traslladar a Moscou i el 7 de novembre va fer la màscara mortuòria de Leo Tolstoy. També va fer màscares de Hovhannes Tumanyan, Vladimir Lenin i la seva esposa, Màxim Gorki, Vladimir Maiakovski i d'altres persones famoses.
La tècnica en si no és un procés fàcil. Una màscara mortuòria és una còpia fidel del rostre d'una persona morta recentment obtinguda per la tècnica de buidatge a guix i després reproduïda per mitjà de materials fluids de punt de fusió com ara  cera d'abelles o aquest mateix material combinats amb resinas per tal d'obtenir un retrat a tres dimensions positiu de la cara, el més proper al rostre en vida del difunt.
El 12 d'abril de 1918 el Consell de Ministres de l'URSS va aprovar un decret "Sobre monuments de l'Estat", i el 30 de juliol de 1918 va aprovar una llista amb els noms dels reformadors de la Història, que haurien de tenir representació monumental en les ciutats de Rússia. Per accedir al concurs d'execució de les escultures, Merkúrov ja disposava de dues obres que apareixien a la llista: el Fiódor Dostoievski, realitzat en 1914 i el Lleó Tolstoi, realitzat en 1912. L'escultura de Dostoievski va ser concebuda l'any 1905, i va ser realitzada en granit de Suècia. Va tenir com a precedent i model un projecte inconclús de l'escultor Alexandre Vertinsky que havia estat paralitzat en 1914 per la guerra. Va prendre com a model per al rostre, una màscara mortuòria que Merkurov havia realitzat de Dostoievski en 1910. Va ser rebut el monument de bon grat, fent-se'n ressò d'aquesta obra alguns poemes d'Ivan Pribludni.
Merkúrov es va convertir en l'escultor més important de l'URSS i rep regularment les comandes estatals per a les estàtues de Lenin i Stalin. Ell és el director en la creació de tres dels més gegantins en grandària: un monument a Erevan de 49 metres d'alçada amb pedestal, el de Dubna, els monuments a Lenin i Stalin als dos costats de l'entrada al Canal de Moscou, i al de l'Exposició de la Unió Agrícola de Moscou. Crític quant al seu art, va assenyalar que era "assiri-babilònic" el poder d'aquests monstres. Tots ells van ser demolits durant el desglaç de Nikita Khrusxov (solament es conserva l'estàtua de Lenin a Dubna).
Com a Director del Museu de Belles Arts Puixkin, va salvar el monument de marbre de Carrara de Caterina la Gran, que va ser tallat a trossos, enviat secretament al Museu Nacional d'Armènia a Erevan, on es va ocultar durant dècades i que finalment va tornar a Rússia el 2006.
Per al 70 aniversari de Joseph Stalin, Merkúrov l'hi va fer un regal especial, un costós monument de granit anomenat "mort del líder". Stalin es va negar a acceptar-ho i va començar un període difícil en la vida de l'escultor.
A mitjan dècada de 1940 va acollir en el seu estudi a l'escultor Sonomin Choimbol de la República Popular de Mongòlia. El 1953 les seves Notes d'escultor van ser publicades.
Merkúrov va ser enterrat al Cementiri de Novodévitxi a Moscou, la tomba és una estàtua commemorativa, realitzada per ell matèix el 1913 i titulada "Pensament".

## Obres

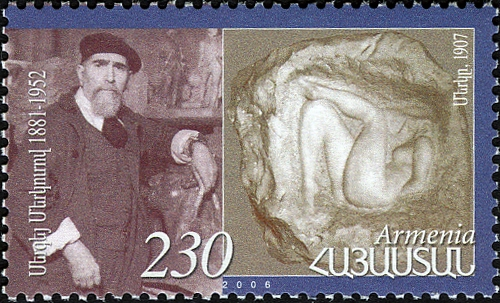
segell armeni de 2006, conmemorand el 125 aniversario del naixement de l'escultor.

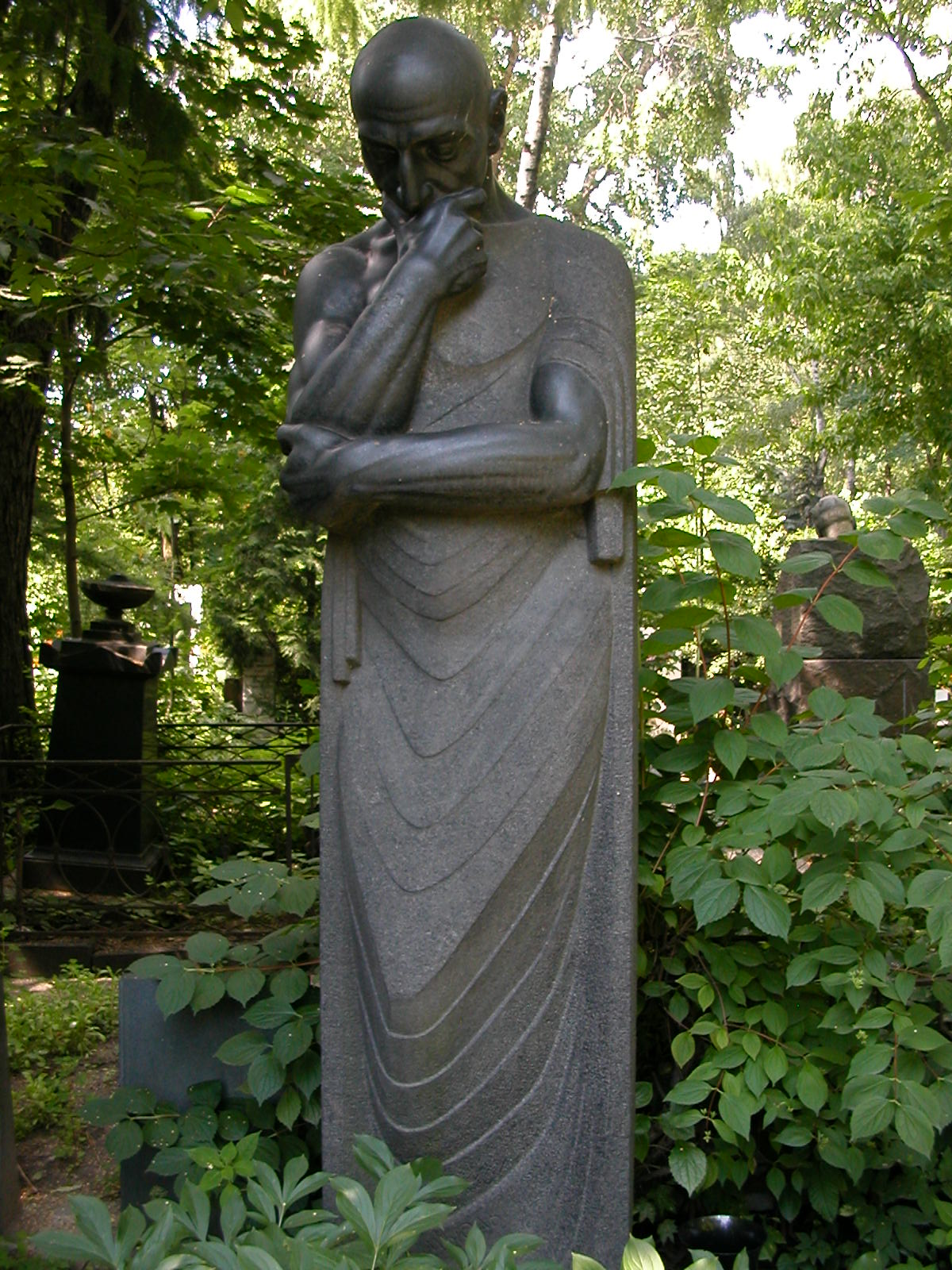
"Pensament" a la tomba de Merkúrov

Merkúrov va adquirir fama des dels seus primers treballs. alguns d'ells són:
- Monument Lev Tolstói de Moscou (1911-1913, construït 1928), estàtua de granit, de 1913, en 1972, instal·lada a l'edifici del museu a Prechistenka Tolstoi a Moscou.
- Monument a Fiódor Dostoievski a Moscou (1911-1913, construït en 1918), estàtua de granit.
- Figura simbòlica, de granit "Pensament", [1] de 1913, instal·lat a la tomba de l'autor en 1956.
- Monument a Karl Marx, 1921, Simbirsk

### Màscares mortuòries
Merkúrov va fer 300 màscares postmortem tot al llarg de la seva vida.
- Catolicós Mkrtitx Khrimian (Мкртич I Хримян) (va ser la primera màscara que va fer Merkúrov)
- Lev Tolstoi (Лев Толстой)
- Mikhaïl Bulgàkov (Михаил Булгаков)
- Andrei Beli (Андрей Белый)
- Vassili Súrikov (Василий Суриков)
- Lenin (Владимир Ленин(Ульянов))
- Maria Uliànova (Мария Ульянова)
- Fèliks Dzerjinski (Феликс Дзержинский)
- Sergó Ordjonikidze (Серго Орджоникидзе)
- Gueorgui Plekhànov (Георгий Плеханов)
- Iàkov Sverdlov (Яков Свердлов)
- Clara Zetkin (Клара Цеткин)
- Valerian Kúibixev (Валериан Куйбышев)
- Mikhaïl Frunze (Михаил Фрунзе)
- Vladímir Maiakovski (Владимир Маяковский)
- Serguei Eisenstein (Сергей Эйзенштейн)
- Kote Marjanixvili (Котэ Марджанишвили)
- Borís Xàpoixnikov (Борис Шапошников)
- Valeri Txkàlov (Валерий Чкалов)

## Galeria

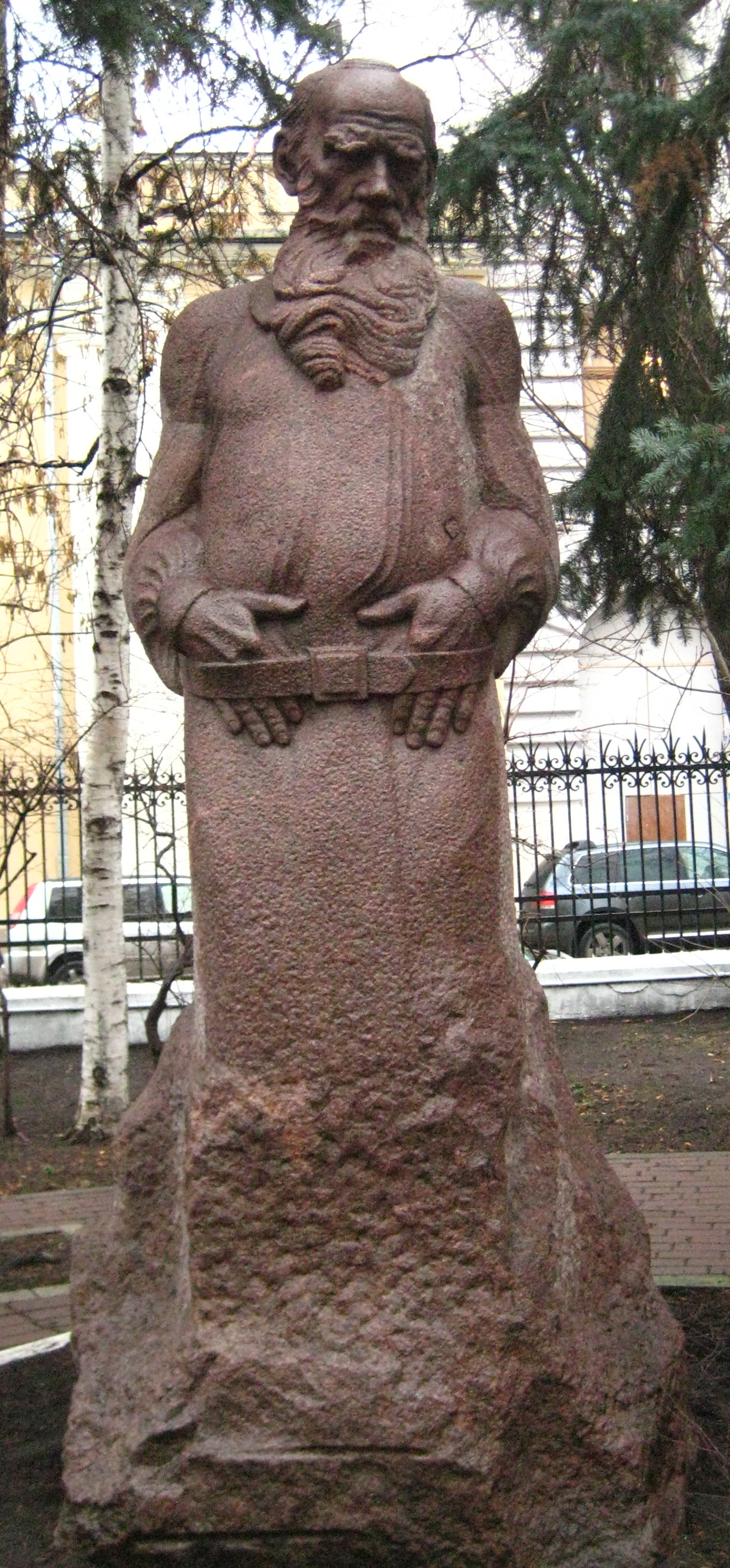
Monument a Lev Tolstoi
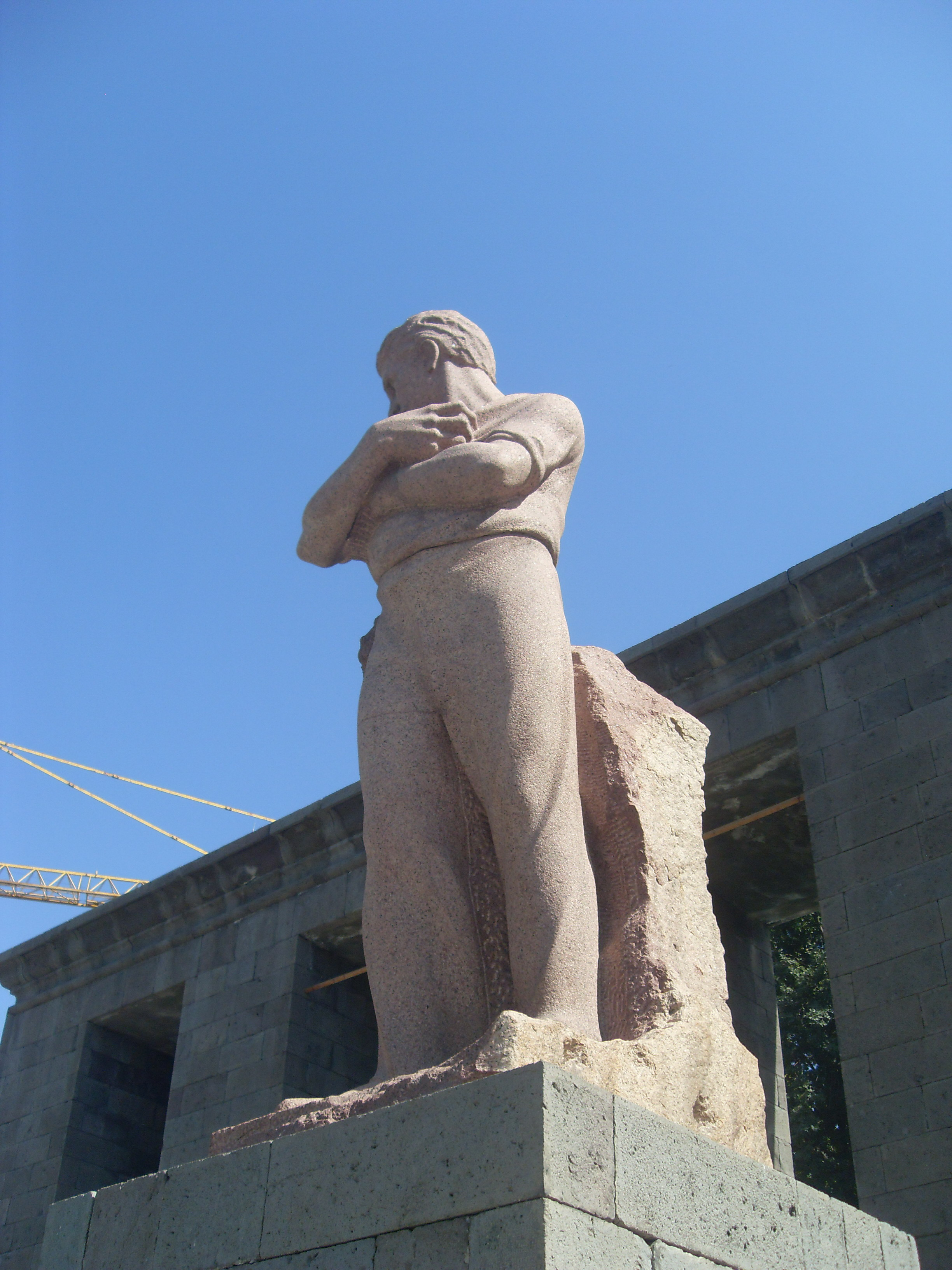
Monument a Shahumyan
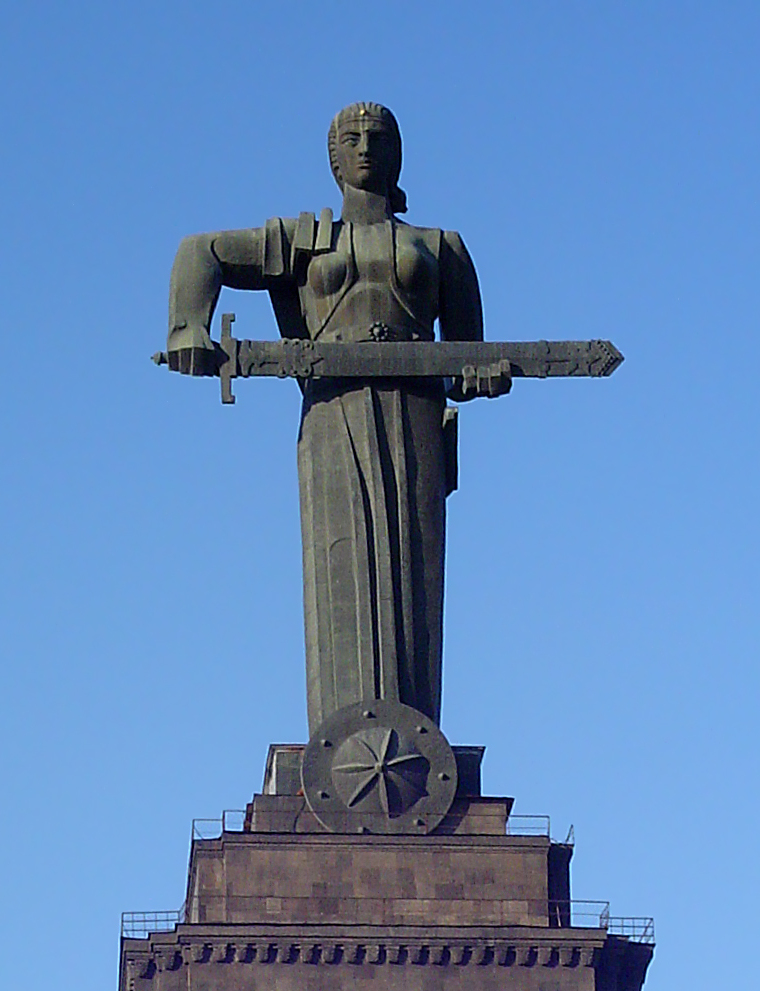
Monument a la Mare Arménia